# Marzia Tagliamento
Marzia Tagliamento (Brindisi, 25 marzo 1996) è una cestista italiana.
Foto di Marzia Tagliamento nel 2025
Ala di 181 cm, gioca in Serie A1 per il Brixia Basket Brescia.

## Carriera

### Club
Cresciuta nel Futura Basket Brindisi, passa nel 2014 alla Polisportiva Battipagliese, dove esordisce in serie A1 il 5/10/2014. Nel 2015-16 conquista lo scudetto under-20 alle finali nazionali giocate ad Ozzano dell'Emilia e Bologna.
Nel 2016 viene ingaggiata dalla Famila Schio.
Con le scledensi vince uno scudetto nel 2018, due Coppe Italia (nel 2017 e 2018) e due Supercoppe (nel 2016 e 2017).
Inizia il 2018-19 con la Dike Napoli, ma con il ritiro dal campionato della squadra, termina la stagione nel massimo campionato spagnolo fra le file dell'Ensino Lugo.
Ingaggiata da Battipaglia nel 2019, il 10 dicembre 2019 si trasferisce alla Virtus Eirene Ragusa. Dopo le esperienza nella massima serie femminile spagnola, il 1º settembre 2023 ritorna a giocare in un club italiano con l'ingaggio a Faenza.

### Nazionale
Ha indossato la maglia azzurra Under 16, Under 18 ed Under 20, vincendo con quest'ultima l'argento nei Campionati Europei del 2016.
Ha esordito con la Nazionale maggiore il 7 ottobre 2015 a Roma in una gara amichevole con gli Stati Uniti d'America.

## Statistiche

### Cronologia presenze e punti in Nazionale
| Cronologia completa delle presenze e dei punti in Nazionale - Italia | Cronologia completa delle presenze e dei punti in Nazionale - Italia | Cronologia completa delle presenze e dei punti in Nazionale - Italia | Cronologia completa delle presenze e dei punti in Nazionale - Italia | Cronologia completa delle presenze e dei punti in Nazionale - Italia | Cronologia completa delle presenze e dei punti in Nazionale - Italia | Cronologia completa delle presenze e dei punti in Nazionale - Italia | Cronologia completa delle presenze e dei punti in Nazionale - Italia |
| Data                                                                 | Città                                                                | In casa                                                              | Risultato                                                            | Ospiti                                                               | Competizione                                                         | Punti                                                                | Note                                                                 |
| -------------------------------------------------------------------- | -------------------------------------------------------------------- | -------------------------------------------------------------------- | -------------------------------------------------------------------- | -------------------------------------------------------------------- | -------------------------------------------------------------------- | -------------------------------------------------------------------- | -------------------------------------------------------------------- |
| 7-10-2015                                                            | Roma                                                                 | Italia                                                               | 66 - 79                                                              | Stati Uniti                                                          | Amichevole                                                           | 8                                                                    | [ 10 ]                                                               |
| 24-2-2016                                                            | Tirana                                                               | Albania                                                              | 40 - 86                                                              | Italia                                                               | Qual. Euro 2017 - Girone C                                           | 0                                                                    | [ 11 ]                                                               |
| 27-5-2017                                                            | Latina                                                               | Italia                                                               | 68 - 62                                                              | Belgio                                                               | Torneo amichevole                                                    | 5                                                                    | [ 12 ]                                                               |
| 28-5-2017                                                            | Latina                                                               | Italia                                                               | 50 - 65                                                              | Russia                                                               | Torneo amichevole                                                    | 3                                                                    | [ 13 ]                                                               |
| 2-6-2017                                                             | Roma                                                                 | Italia                                                               | 56 - 70                                                              | Grecia                                                               | Amichevole                                                           | 0                                                                    | [ 14 ]                                                               |
| Totale                                                               |                                                                      | Presenze                                                             | 5                                                                    |                                                                      | Punti                                                                | 16                                                                   |                                                                      |

## Palmarès

### Club
- Campionato italiano: 1

Famila Schio: 2017-18
- Coppa Italia: 2

Famila Schio: 2017, 2018
- Supercoppa italiana: 2

Famila Schio: 2016, 2017
- Under-20: 1

PB63 Lady: 2015-16
- Under-19: 1

GEAS: 2013-2014

### Nazionale
- Campionati Europei Under 20: 1

Italia: 2016